# Morti il 31 ottobre
| Questa pagina contiene informazioni ricavate automaticamente dalle voci biografiche con l'ausilio del template Bio e di un bot. L'aggiornamento è periodico e automatico e ricostruisce completamente la pagina. Se manca una persona in questa lista, sei pregato di non aggiungerla, ma accertati piuttosto che la sua voce biografica contenga il template Bio e che i dati anagrafici siano correttamente compilati. Se il template Bio manca, inseriscilo tu stesso o, in alternativa, metti l'avviso {{tmp\|Bio}} che ne segnala la mancanza. Se i dati riportati sono sbagliati, correggi direttamente la voce biografica; le modifiche saranno visibili in questa lista entro pochi giorni. Per chiarimenti vedi il progetto biografie. La lista contiene solo le 509 persone che sono citate nell'enciclopedia e per le quali è stato implementato correttamente il template Bio. Pagina aggiornata al 5 ago 2025. |

## VII secolo(1)
- 644 - Piruz Nahavandi, militare persiano

## X secolo(4)
- 932 - Al-Muqtadir, arabo (n. 895)
- 934 - Abū Zayd al-Balkhī, medico, geografo e psicologo persiano (n. 850)
- 966 - Mirò I di Barcellona, conte
- 994 - Volfango di Ratisbona, monaco cristiano e vescovo tedesco (n. 924)

## XI secolo(1)
- 1005 - Abe no Seimei, astrologo giapponese (n. 921)

## XII secolo(3)
- 1120 - Ottone II di Scheyern, nobile tedesco
- 1147 - Robert di Gloucester, militare normanno
- 1184 - Arnolfo di Lisieux, vescovo francese

## XIII secolo(2)
- 1272 - Cristoforo di Romagna, presbitero italiano
- 1282 - Corrado Radicati, vescovo cattolico italiano

## XIV secolo(6)
- 1320 - Raimondo Folch VI de Cardona, nobile
- 1320 - Riccoldo da Monte di Croce, missionario e esploratore italiano
- 1339 - Francesco Dandolo, doge
- 1344 - Jacopo de Atti, vescovo cattolico italiano
- 1349 - Aymeric de Chalus, cardinale e arcivescovo cattolico francese
- 1398 - Giacomo da Campione, scultore e architetto italiano

## XV secolo(6)
- 1402 - Scarpetta Ordelaffi, vescovo cattolico italiano
- 1447 - Tommaso Bellacci, religioso italiano
- 1448 - Giovanni VIII Paleologo, imperatore bizantino (n. 1392)
- 1449 - Elisabetta di Brandeburgo, principessa (n. 1403)
- 1480 - Girolamo Grifoni, abate e giurista italiano
- 1483 - Johann zu Solms, conte tedesco (n. 1464)

## XVI secolo(11)
- 1512 - Anna di Sassonia, principessa tedesca (n. 1437)
- 1512 - Alessandro Benedetti, anatomista, medico e umanista italiano (n. 1450)
- 1512 - Antonio Pizzamano, umanista e vescovo cattolico italiano
- 1514 - Alessandro del Palatinato-Zweibrücken, nobile tedesco (n. 1462)
- 1517 - Fra Bartolomeo, pittore italiano (n. 1472)
- 1534 - Alfonso I d'Este, nobile, mecenate e politico italiano (n. 1476)
- 1537 - Thomas Howard, nobile inglese (n. 1511)
- 1556 - Johannes Sleidanus, storico lussemburghese (n. 1506)
- 1567 - Maria di Brandeburgo-Kulmbach, principessa tedesca (n. 1519)
- 1575 - Matteo Bruni, giurista italiano (n. 1503)
- 1575 - Louis de Béranger du Guast, francese (n. 1540)

## XVII secolo(17)
- 1605 - Dorothy Bray, nobildonna inglese (n. 1524)
- 1607 - Wawrzyniec Grzymała Goślicki, vescovo cattolico, filosofo e nobile polacco (n. 1538)
- 1615 - Marcantonio Memmo, doge (n. 1536)
- 1617 - Alfonso Rodríguez, gesuita spagnolo (n. 1531)
- 1618 - Richard Martin, politico inglese (n. 1570)
- 1623 - Alfonso Pisani, arcivescovo cattolico italiano
- 1631 - Hoshina Masamitsu, militare giapponese (n. 1561)
- 1634 - Erasmus Widmann, organista e compositore tedesco (n. 1572)
- 1637 - Ilario Altobelli, astronomo e religioso italiano (n. 1560)
- 1654 - Francisco Correa de Arauxo, compositore e organista spagnolo (n. 1584)
- 1659 - John Bradshaw, magistrato e politico inglese (n. 1602)
- 1659 - Giovanni Battista Stefaneschi, pittore e presbitero italiano (n. 1582)
- 1661 - Mehmet Köprülü, militare ottomano (n. 1580)
- 1663 - Théophile Raynaud, teologo francese (n. 1583)
- 1664 - Guglielmo Federico di Nassau-Dietz, nobile olandese (n. 1613)
- 1670 - Gian Galeazzo Trotti, nobile, condottiero e generale italiano
- 1693 - Lorenzo Penna, compositore e teorico musicale italiano (n. 1613)

## XVIII secolo(29)
- 1705 - Jibra'il al-Bluzani, patriarca cattolico ottomano
- 1709 - Henry Hyde, II conte di Clarendon, politico inglese (n. 1638)
- 1713 - Ferdinando de' Medici, principe italiano (n. 1663)
- 1723 - Cosimo III de' Medici, sovrano italiano (n. 1642)
- 1730 - Antonio Cifrondi, pittore italiano (n. 1656)
- 1732 - Benedetto Fortini, pittore italiano (n. 1676)
- 1732 - Vittorio Amedeo II di Savoia, re (n. 1666)
- 1733 - Eberardo Ludovico di Württemberg, duca (n. 1676)
- 1742 - Ki no Kaion, drammaturgo giapponese (n. 1663)
- 1744 - Leonardo Leo, compositore italiano (n. 1694)
- 1748 - Pantaleone Borzi, letterato e presbitero italiano (n. 1697)
- 1753 - José Alfonso Meléndez, arcivescovo cattolico spagnolo (n. 1690)
- 1765 - Guglielmo, duca di Cumberland, generale britannico (n. 1721)
- 1765 - Olivio Sozzi, pittore italiano (n. 1690)
- 1767 - Gennaro I Carafa Cantelmo Stuart, VII principe di Roccella, nobile e alchimista italiano (n. 1715)
- 1767 - Petrus Johannes Meindaerts, arcivescovo vetero-cattolico olandese (n. 1684)
- 1768 - Francesco Maria Veracini, compositore e violinista italiano (n. 1690)
- 1772 - Giovanni Brunacci, storico e numismatico italiano (n. 1711)
- 1778 - John Dyke Acland, ufficiale e politico britannico (n. 1746)
- 1778 - Thomas Cochrane, VIII conte di Dundonald, ufficiale e politico scozzese (n. 1691)
- 1783 - John Spencer, I conte Spencer, politico britannico (n. 1734)
- 1785 - Federico II d'Assia-Kassel, nobile (n. 1720)
- 1786 - Amelia Sofia di Hannover, principessa britannica (n. 1711)
- 1790 - John Edwin, attore teatrale e scrittore inglese (n. 1749)
- 1793 - Jacques Pierre Brissot, politico e giornalista francese (n. 1754)
- 1793 - Claude Fauchet, rivoluzionario francese (n. 1744)
- 1793 - Armand Gensonné, politico e avvocato francese (n. 1758)
- 1793 - Pierre Victurnien Vergniaud, avvocato, politico e rivoluzionario francese (n. 1753)
- 1799 - Ignazio Falconieri, presbitero italiano (n. 1755)

## XIX secolo(47)
- 1806 - Sophie Mereau, scrittrice tedesca (n. 1770)
- 1817 - Antonio Bresciani, pittore e incisore italiano (n. 1720)
- 1821 - Matteo Angelo Galdi, politico, giurista e pedagogo italiano (n. 1765)
- 1830 - Pietro di Cettigne, montenegrino (n. 1747)
- 1831 - Michele Busuttil, pittore maltese (n. 1762)
- 1832 - Antonio Scarpa, medico, chirurgo e anatomista italiano (n. 1752)
- 1833 - Pasquale Belli, architetto italiano (n. 1752)
- 1833 - Johann Friedrich Meckel, anatomista tedesco (n. 1781)
- 1834 - Francesco Chiarchiaro, vescovo cattolico italiano (n. 1748)
- 1834 - Eleuthère Irénée du Pont, chimico e imprenditore francese (n. 1771)
- 1835 - Joseph Philippe François Deleuze, naturalista e botanico francese (n. 1753)
- 1836 - Enrico XIX di Reuss-Greiz, principe (n. 1790)
- 1843 - Natal'ja Semënovna Borščova, nobildonna russa (n. 1759)
- 1847 - Guglielmo Cottrau, editore e compositore francese (n. 1797)
- 1847 - Amalia Enrichetta di Solms-Baruth, nobile tedesca (n. 1768)
- 1848 - Stephen Watts Kearny, generale statunitense (n. 1794)
- 1848 - William Henry Miller, politico inglese (n. 1789)
- 1851 - Antonio Guasqui, fantino italiano (n. 1829)
- 1851 - Petar II Petrović-Njegoš, serbo (n. 1813)
- 1852 - Edward Bransfield, militare e esploratore britannico (n. 1785)
- 1854 - Bianca Luisa Emilia Allier, nobildonna italiana (n. 1789)
- 1858 - Carl Thomas Mozart, funzionario austriaco (n. 1784)
- 1860 - Thomas Cochrane, ammiraglio e politico britannico (n. 1775)
- 1860 - Joseph Kornhäusel, architetto austriaco (n. 1782)
- 1863 - Joseph von Arneth, numismatico e archeologo austriaco (n. 1791)
- 1863 - Louis Blenker, generale e rivoluzionario tedesco (n. 1812)
- 1867 - William Parsons, astronomo irlandese (n. 1800)
- 1869 - Richard Grosvenor, II marchese di Westminster, nobile e politico inglese (n. 1795)
- 1869 - Charles Anderson Wickliffe, politico statunitense (n. 1788)
- 1872 - Jacques Babinet, fisico francese (n. 1794)
- 1876 - Franz Dorotheus Gerlach, filologo classico, storiografo e giurista tedesco (n. 1793)
- 1878 - Louis-Antoine Garnier-Pagès, politico francese (n. 1803)
- 1879 - Jacob Abbott, scrittore e pedagogista statunitense (n. 1803)
- 1879 - Joseph Hooker, militare statunitense (n. 1814)
- 1879 - Marie Edmond Valentin, politico e militare francese (n. 1823)
- 1881 - George Washington De Long, navigatore e esploratore statunitense (n. 1844)
- 1884 - Marija Konstantinovna Baškirceva, pittrice, scultrice e scrittrice russa (n. 1858)
- 1885 - James Hamilton, I duca di Abercorn, nobile e politico britannico (n. 1811)
- 1887 - George Alexander Macfarren, compositore e insegnante inglese (n. 1813)
- 1888 - Ignazio Masotti, cardinale italiano (n. 1817)
- 1893 - Adolfo Borgognoni, poeta, scrittore e critico letterario italiano (n. 1840)
- 1893 - Alberto Guglielmotti, religioso, teologo e storico italiano (n. 1812)
- 1893 - Edward Sorin, presbitero francese (n. 1814)
- 1895 - Francesco Martinetti, antiquario, numismatico e falsario italiano (n. 1833)
- 1896 - Jan Verhas, pittore belga (n. 1834)
- 1897 - Giovanni Battista Cavalcaselle, scrittore, storico dell'arte e critico d'arte italiano (n. 1819)
- 1898 - Helena Faucit, attrice teatrale inglese (n. 1817)

## XX secolo(247)
- 1901 - Isabella Galletti Gianoli, cantante lirica italiana (n. 1835)
- 1901 - Julien Leclercq, poeta, scrittore e critico d'arte francese (n. 1865)
- 1904 - Luigi De Persiis, storico e vescovo cattolico italiano (n. 1835)
- 1904 - William Henry Elder, arcivescovo cattolico statunitense (n. 1819)
- 1905 - Nikolaj Ėrnestovič Bauman, rivoluzionario russo (n. 1873)
- 1905 - Andrew Ryan McGill, politico statunitense (n. 1840)
- 1909 - Giovanni Monticolo, storico italiano (n. 1852)
- 1911 - Henry Christopher McCook, pastore protestante, aracnologo e entomologo statunitense (n. 1837)
- 1912 - Athanasios Papadopoulos-Kerameus, bizantinista e filologo greco (n. 1856)
- 1914 - Adolf Bachmann, storico e politico boemo (n. 1849)
- 1915 - Wilhelm Lützow, nuotatore tedesco (n. 1892)
- 1916 - Tina Blau, pittrice austriaca (n. 1845)
- 1916 - Huang Xing, generale cinese (n. 1874)
- 1916 - Charles Taze Russell, predicatore statunitense (n. 1852)
- 1917 - Alexander von Winiwarter, medico austriaco (n. 1848)
- 1918 - Théophile Laforge, violista francese (n. 1863)
- 1918 - Egon Schiele, pittore e incisore austriaco (n. 1890)
- 1918 - Carmine Senise, prefetto e politico italiano (n. 1836)
- 1918 - István Tisza, politico ungherese (n. 1861)
- 1920 - James Albert Gary, politico statunitense (n. 1833)
- 1920 - Evander Law, scrittore, insegnante e generale statunitense (n. 1836)
- 1921 - Albert Adamkiewicz, anatomista e patologo polacco (n. 1850)
- 1921 - Ferdinand Chalandon, storico e numismatico francese (n. 1875)
- 1921 - Kiriak Konstantinovič Kostandi, pittore ucraino (n. 1852)
- 1922 - Adalbert Bezzenberger, filologo tedesco (n. 1851)
- 1922 - Clément Pansaers, scrittore belga (n. 1885)
- 1924 - Jaroslav Hlava, patologo ceco (n. 1855)
- 1925 - Michail Vasil'evič Frunze, rivoluzionario e militare sovietico (n. 1885)
- 1925 - Max Linder, attore, regista e sceneggiatore francese (n. 1883)
- 1926 - Harry Houdini, illusionista e attore ungherese (n. 1874)
- 1926 - Marija Aleksandrovna Kolenkina, rivoluzionaria russa (n. 1850)
- 1926 - Philip Schuster, ginnasta e multiplista statunitense (n. 1883)
- 1926 - Anteo Zamboni, anarchico italiano (n. 1911)
- 1927 - Claudio Castelucho, pittore spagnolo (n. 1870)
- 1927 - Henri-François Delaborde, storico francese (n. 1854)
- 1928 - Carlo Santoro, militare italiano (n. 1900)
- 1928 - José Méndez, giocatore di baseball cubano (n. 1887)
- 1929 - António José de Almeida, politico portoghese (n. 1866)
- 1929 - Edwin Biedermann, tennista britannico (n. 1877)
- 1929 - Norman Pritchard, attore, ostacolista e velocista indiano (n. 1877)
- 1929 - José Relvas, politico portoghese (n. 1858)
- 1930 - Irene Stefani, religiosa italiana (n. 1891)
- 1931 - Charles E. Rushmore, imprenditore e avvocato statunitense (n. 1857)
- 1931 - Octave Uzanne, giornalista e editore francese (n. 1851)
- 1932 - Ali Rıza Pascià, militare e politico ottomano (n. 1860)
- 1932 - Arturo Ferrari, pittore italiano (n. 1861)
- 1933 - Émile Sartorius, calciatore francese (n. 1883)
- 1935 - Charles Loring Jackson, chimico statunitense (n. 1847)
- 1935 - Antonino Martino, avvocato e politico italiano (n. 1855)
- 1936 - Ignacy Daszyński, politico e giornalista polacco (n. 1866)
- 1936 - George Slythe Street, scrittore e giornalista inglese (n. 1867)
- 1938 - Jean Marie Joseph Degoutte, generale francese (n. 1866)
- 1938 - August Gustafsson, tiratore di fune svedese (n. 1875)
- 1938 - Mario Morasso, scrittore, poeta e saggista italiano (n. 1871)
- 1938 - Henri Royer, pittore francese (n. 1869)
- 1939 - Vincenzo Loria, pittore italiano (n. 1849)
- 1939 - Otto Rank, filosofo e psicoanalista austriaco (n. 1884)
- 1939 - Alberto di Württemberg, generale tedesco (n. 1865)
- 1940 - John Renshaw Carson, scienziato statunitense (n. 1886)
- 1940 - Edward Glover, astista statunitense (n. 1885)
- 1940 - Robert Williame, militare e aviatore francese (n. 1911)
- 1942 - Emilio Caldara, politico italiano (n. 1868)
- 1942 - Claude Ashton, calciatore inglese (n. 1901)
- 1942 - Elisar von Kupffer, pittore, poeta e storico estone (n. 1872)
- 1943 - Albert Armitage, esploratore e navigatore scozzese (n. 1864)
- 1943 - Georg Gehring, lottatore tedesco (n. 1903)
- 1943 - Max Reinhardt, regista teatrale e attore teatrale austriaco (n. 1873)
- 1943 - Ramón de Cárdenas, avvocato spagnolo (n. 1884)
- 1944 - Andon Beça, politico albanese (n. 1879)
- 1944 - Yoï Crosse, modella e scrittrice britannica (n. 1877)
- 1944 - Alfredo Giorgio Dall'Oglio, attivista e antifascista italiano (n. 1921)
- 1944 - Henrietta Crosman, attrice statunitense (n. 1861)
- 1944 - Mauro Venegoni, politico e partigiano italiano (n. 1903)
- 1945 - Oreste Bilancia, attore italiano (n. 1881)
- 1945 - Jimmy Quinn, calciatore scozzese (n. 1878)
- 1945 - Alfred Edward Taylor, filosofo scozzese (n. 1869)
- 1945 - Wincenty Witos, politico polacco (n. 1874)
- 1945 - Ignacio Zuloaga, pittore spagnolo (n. 1870)
- 1946 - Gabriel Gabrio, attore francese (n. 1887)
- 1946 - Bruno Piazza, scrittore e superstite dell'Olocausto italiano (n. 1889)
- 1947 - Gjon Pantalia, gesuita albanese (n. 1887)
- 1947 - Christian Simenon, politico belga (n. 1906)
- 1948 - Mary Nolan, attrice e ballerina statunitense (n. 1902)
- 1949 - Édouard Dujardin, scrittore, poeta e giornalista francese (n. 1861)
- 1949 - Alex Ponton, velocista canadese (n. 1898)
- 1949 - Edward Stettinius, politico statunitense (n. 1900)
- 1950 - Frank Couzens, politico statunitense (n. 1902)
- 1950 - Giacomo Gorrini, storico e diplomatico italiano (n. 1859)
- 1950 - Sami al-Hinnawi, militare e politico siriano (n. 1898)
- 1951 - Léon Buysse, ciclista su strada e pistard belga (n. 1889)
- 1952 - Aleksandr Aleksandrovič Andronov, fisico sovietico (n. 1901)
- 1952 - Frank Wilson, regista cinematografico, attore e cantante britannico (n. 1873)
- 1953 - René Jayet, regista francese (n. 1906)
- 1953 - Wilhelm Krützfeld, poliziotto tedesco (n. 1880)
- 1953 - Ferdinando Martini, politico italiano (n. 1889)
- 1953 - Robert d'Heilly, canottiere francese (n. 1876)
- 1954 - Armando Bini, tenore italiano (n. 1887)
- 1955 - Gyula Feldmann, allenatore di calcio e calciatore ungherese (n. 1890)
- 1955 - Gaetano Ziliani, calciatore italiano (n. 1904)
- 1956 - Cesare Boccoleri, arcivescovo cattolico italiano (n. 1875)
- 1956 - Ottavio Cabiati, architetto e urbanista italiano (n. 1889)
- 1956 - César Espinoza, calciatore cileno (n. 1900)
- 1956 - Albert Galloway Keller, sociologo statunitense (n. 1874)
- 1956 - Francis Simon, chimico e fisico tedesco (n. 1893)
- 1958 - Harry Bamford, calciatore britannico (n. 1920)
- 1958 - Venerino Papa, calciatore italiano (n. 1898)
- 1959 - Jean Cabannes, fisico francese (n. 1885)
- 1959 - Alfonso Dolce, commediografo italiano (n. 1882)
- 1959 - Gustav Gihr, generale tedesco (n. 1894)
- 1959 - Giuseppe Notarianni, politico e avvocato italiano (n. 1889)
- 1961 - Alberto Chividini, calciatore argentino (n. 1907)
- 1961 - Bernard McLaughlin, mafioso statunitense
- 1961 - Marcel Vertes, pittore, scenografo e costumista francese (n. 1895)
- 1962 - Thomas Holenstein, politico svizzero (n. 1896)
- 1962 - Louis Massignon, orientalista, teologo e presbitero francese (n. 1883)
- 1962 - Frederick Stephani, sceneggiatore, regista e produttore cinematografico tedesco (n. 1903)
- 1963 - Henry Daniell, attore britannico (n. 1894)
- 1963 - Filippo Lo Giudice, politico italiano (n. 1901)
- 1964 - Theodore Freeman, astronauta statunitense (n. 1930)
- 1964 - Ladislas Meduna, neurologo ungherese (n. 1896)
- 1965 - Dan Burros, attivista statunitense (n. 1937)
- 1965 - Rita Johnson, attrice statunitense (n. 1913)
- 1965 - James McLean, mafioso statunitense (n. 1930)
- 1965 - Oreste Tosini, calciatore italiano (n. 1904)
- 1966 - Gaetano Ciocca, ingegnere, inventore e saggista italiano (n. 1882)
- 1966 - Elsie Leslie, attrice teatrale statunitense (n. 1881)
- 1966 - Šime Poduje, calciatore jugoslavo (n. 1905)
- 1967 - Alberto Corazza, calciatore italiano (n. 1930)
- 1967 - Camillo Sbarbaro, poeta, scrittore e aforista italiano (n. 1888)
- 1968 - Giulio Del Torre, attore e regista italiano (n. 1894)
- 1968 - Arthur Kvammen, calciatore norvegese (n. 1905)
- 1968 - Ugo Zagato, designer e imprenditore italiano (n. 1890)
- 1969 - Carlos Alberto Arroyo del Río, politico ecuadoriano (n. 1893)
- 1969 - David Aylott, regista, attore e sceneggiatore inglese (n. 1885)
- 1969 - Marco Antonio Mandruzzato, schermidore italiano (n. 1923)
- 1969 - Juan Emiliano O'Leary, storiografo e poeta paraguaiano (n. 1879)
- 1970 - Gino Baroncini, sindacalista e dirigente d'azienda italiano (n. 1893)
- 1970 - Heinrich Blücher, filosofo e docente tedesco (n. 1899)
- 1970 - Jimmy Kelly, calciatore irlandese (n. 1910)
- 1971 - Ugo Levi, linguista e musicista italiano (n. 1878)
- 1971 - Gerhard von Rad, teologo tedesco (n. 1901)
- 1971 - Hans Rheinfelder, filologo, linguista e critico letterario tedesco (n. 1898)
- 1971 - Pal Szabó, scrittore ungherese (n. 1893)
- 1971 - Aleksandr Nikolaevič Zajcev, scacchista sovietico (n. 1935)
- 1972 - Luigi Deffenu, politico italiano (n. 1888)
- 1972 - Bill Durnan, hockeista su ghiaccio e allenatore di hockey su ghiaccio canadese (n. 1916)
- 1972 - Antonino Maccarrone, politico italiano (n. 1922)
- 1973 - Jean Cassaigne, vescovo cattolico e missionario francese (n. 1895)
- 1973 - Lucha Reyes, cantante peruviana (n. 1936)
- 1973 - Walther Schröder, generale e poliziotto tedesco (n. 1902)
- 1974 - Michail Čiaureli, regista cinematografico e scrittore sovietico (n. 1894)
- 1974 - Eduardo Falcocchio, compositore italiano (n. 1921)
- 1974 - Chubby Johnson, attore statunitense (n. 1903)
- 1975 - S. D. Burman, compositore indiano (n. 1906)
- 1975 - Joseph Calleia, attore statunitense (n. 1897)
- 1975 - Gabino Coria Peñaloza, poeta, scrittore e paroliere argentino (n. 1881)
- 1975 - Alfred Heinrich, hockeista su ghiaccio tedesco (n. 1906)
- 1975 - Oreste Mosca, giornalista e scrittore italiano (n. 1892)
- 1976 - Eileen Gray, architetta irlandese (n. 1878)
- 1976 - Adolfo Heisinger, calciatore argentino (n. 1898)
- 1976 - Linda Watkins, attrice statunitense (n. 1908)
- 1977 - Lal Hilditch, calciatore e allenatore di calcio inglese (n. 1894)
- 1977 - Mikola Petrovyč Hluščenko, pittore ucraino (n. 1901)
- 1977 - Enrico Mino, generale italiano (n. 1915)
- 1977 - Giuseppe Morandi, pilota automobilistico italiano (n. 1894)
- 1977 - Chard Powers Smith, scrittore e poeta statunitense (n. 1894)
- 1977 - Joan Tetzel, attrice statunitense (n. 1921)
- 1977 - Fulvio Tolusso, regista italiano (n. 1934)
- 1978 - František Šterc, calciatore cecoslovacco (n. 1912)
- 1979 - Edvin Adolphson, attore e regista svedese (n. 1893)
- 1979 - Louis Bloquel, calciatore francese (n. 1901)
- 1979 - Zoe Fontana, stilista e imprenditrice italiana (n. 1911)
- 1979 - Rudolf Kock, calciatore svedese (n. 1901)
- 1980 - Giustino Arpesani, avvocato, diplomatico e politico italiano (n. 1896)
- 1980 - Raúl Campero, cavaliere messicano (n. 1919)
- 1980 - Pierre Cressoy, attore francese (n. 1924)
- 1980 - Edelmiro Julián Farrell, generale e politico argentino (n. 1887)
- 1980 - Joseph Pé, ciclista su strada belga (n. 1891)
- 1980 - Victor Sen Yung, attore statunitense (n. 1915)
- 1980 - Jan Werich, attore, commediografo e scrittore ceco (n. 1905)
- 1981 - Antonio Cattalinich, canottiere italiano (n. 1895)
- 1981 - Cino Moscatelli, partigiano e politico italiano (n. 1908)
- 1981 - Arnaldo Sertoli, politico e sindacalista italiano (n. 1892)
- 1982 - Miguel Oltra, presbitero spagnolo (n. 1911)
- 1983 - George Halas, allenatore di football americano e giocatore di football americano statunitense (n. 1895)
- 1983 - Sharof Rashidov, giornalista e politico sovietico (n. 1917)
- 1983 - Giuseppe Samonà, architetto, urbanista e politico italiano (n. 1898)
- 1983 - George Smith, calciatore e allenatore di calcio inglese (n. 1915)
- 1984 - John Collier, ostacolista statunitense (n. 1907)
- 1984 - Eduardo De Filippo, drammaturgo, attore e regista italiano (n. 1900)
- 1984 - Indira Gandhi, politica indiana (n. 1917)
- 1985 - Norberto Yácono, calciatore argentino (n. 1919)
- 1986 - Hendrik Hubert Frehen, vescovo cattolico olandese (n. 1917)
- 1986 - Bob Hardisty, calciatore inglese (n. 1921)
- 1986 - Robert Mulliken, fisico e chimico statunitense (n. 1896)
- 1986 - Bruno Snell, grecista e filologo classico tedesco (n. 1896)
- 1986 - Félicien Vervaecke, ciclista su strada belga (n. 1907)
- 1987 - Raj Chandra Bose, matematico e statistico indiano (n. 1901)
- 1988 - John Houseman, attore, produttore cinematografico e sceneggiatore britannico (n. 1902)
- 1988 - Germano Lanino, calciatore italiano (n. 1911)
- 1988 - Elio Pentassuglia, cestista e allenatore di pallacanestro italiano (n. 1932)
- 1988 - Vasco Ronchi, fisico italiano (n. 1897)
- 1988 - George Eugene Uhlenbeck, fisico olandese (n. 1900)
- 1989 - Raymond Durand, calciatore francese (n. 1908)
- 1989 - Francesc Miró-Sans, imprenditore e dirigente sportivo spagnolo (n. 1918)
- 1989 - Beppe Niccolai, politico italiano (n. 1920)
- 1990 - Harold Caccia, barone Caccia, diplomatico inglese (n. 1905)
- 1990 - Aya Kōda, scrittrice giapponese (n. 1904)
- 1990 - Carmine Saponetti, ciclista su strada e pistard italiano (n. 1913)
- 1991 - Gene Anderson, wrestler statunitense (n. 1939)
- 1991 - Eros Benedini, medico e letterato italiano (n. 1913)
- 1991 - Joseph Papp, produttore teatrale e regista statunitense (n. 1921)
- 1992 - Giovanni Decimo Pellegrini, vescovo cattolico e missionario italiano (n. 1918)
- 1992 - Antonino Rubino, militare italiano (n. 1961)
- 1993 - Federico Fellini, regista, sceneggiatore e fumettista italiano (n. 1920)
- 1993 - Lajos Papp, tiratore a segno ungherese (n. 1944)
- 1993 - River Phoenix, attore, musicista e attivista statunitense (n. 1970)
- 1993 - Riccardo Salvador, politico italiano (n. 1900)
- 1993 - Edwin Walker, generale statunitense (n. 1909)
- 1994 - John Pope-Hennessy, storico dell'arte britannico (n. 1913)
- 1994 - Jole Silvani, attrice italiana (n. 1910)
- 1995 - Rosalind Cash, attrice statunitense (n. 1938)
- 1995 - Hans Grieder, ginnasta svizzero (n. 1901)
- 1995 - Charles Jegge, monaco cristiano, presbitero e scrittore svizzero (n. 1914)
- 1995 - Joel Mason, giocatore di football americano, cestista e allenatore di pallacanestro statunitense (n. 1912)
- 1995 - Erika Morini, violinista austriaca (n. 1904)
- 1995 - Mario Napolitano, scacchista italiano (n. 1910)
- 1995 - Ermanno Pignatti, sollevatore italiano (n. 1921)
- 1996 - Marcel Carné, regista e sceneggiatore francese (n. 1909)
- 1997 - Bram Appel, calciatore e allenatore di calcio olandese (n. 1921)
- 1997 - Hans Bauer, calciatore tedesco (n. 1927)
- 1997 - Sidney Darlington, ingegnere statunitense (n. 1906)
- 1997 - Vito Ferrara, politico italiano (n. 1933)
- 1997 - Pier Augusto Gemignani, medico italiano (n. 1930)
- 1997 - Margherita Guzzinati, attrice italiana (n. 1940)
- 1997 - Tadeusz Janczar, attore polacco (n. 1926)
- 1997 - Taisto Kangasniemi, lottatore finlandese (n. 1924)
- 1997 - George Roth, ginnasta statunitense (n. 1911)
- 1998 - Augusto Magli, calciatore italiano (n. 1923)
- 1998 - Noah Mullins, giocatore di football americano statunitense (n. 1918)
- 1998 - María Isabel Salvat Romero, religiosa spagnola (n. 1926)
- 1999 - August Chełkowski, politico e fisico polacco (n. 1927)
- 1999 - Aristide Colonna, filologo classico e grecista italiano (n. 1909)
- 1999 - Immanuel Jakobovits, rabbino e teologo britannico (n. 1921)
- 1999 - Greg Moore, pilota automobilistico canadese (n. 1975)
- 2000 - Ikram Antaki, scrittrice messicana (n. 1948)
- 2000 - Ring Lardner Jr., sceneggiatore, giornalista e scrittore statunitense (n. 1915)

## XXI secolo(135)
- 2001 - Régine Cavagnoud, sciatrice alpina francese (n. 1970)
- 2001 - Giuseppe Doni, ciclista su strada italiano (n. 1928)
- 2001 - Yutaka Fujimoto, cestista giapponese (n. 1950)
- 2001 - Richard Martin Stern, scrittore e romanziere statunitense (n. 1915)
- 2002 - Yuri Ahronovich, direttore d'orchestra israeliano (n. 1932)
- 2002 - Lello Bersani, giornalista e conduttore televisivo italiano (n. 1922)
- 2002 - Audrey Hylton-Foster, politica britannica (n. 1908)
- 2002 - Gene Rock, cestista statunitense (n. 1921)
- 2002 - Michaīl Stasinopoulos, politico, scrittore e traduttore greco (n. 1903)
- 2002 - Raf Vallone, attore, calciatore e giornalista italiano (n. 1916)
- 2003 - José Juncosa, calciatore e allenatore di calcio spagnolo (n. 1922)
- 2003 - Kamato Hongo, supercentenaria giapponese
- 2003 - Antonio Medina García, scacchista spagnolo (n. 1919)
- 2003 - Jiří Zmatlík, calciatore cecoslovacco (n. 1921)
- 2004 - Mari Aldon, attrice lituana (n. 1925)
- 2004 - Valentin Nikolaev, lottatore sovietico (n. 1924)
- 2004 - Rica Pereno, cantante italiana (n. 1931)
- 2005 - Albert Humphrey, economista statunitense (n. 1926)
- 2005 - Mary Wimbush, attrice inglese (n. 1924)
- 2006 - Francesco Arina, politico italiano (n. 1919)
- 2006 - Carlo Baccarini, doppiatore e direttore del doppiaggio italiano (n. 1930)
- 2006 - Pieter Willem Botha, politico sudafricano (n. 1916)
- 2006 - Amleto Cardone, compositore, direttore di banda e pianista italiano (n. 1910)
- 2006 - Lali Sokolov, imprenditore slovacco (n. 1916)
- 2007 - Carlo Casati, alpinista e fondista italiano (n. 1929)
- 2008 - Walter Belardi, glottologo e linguista italiano (n. 1923)
- 2008 - Frank Navetta, chitarrista statunitense (n. 1962)
- 2008 - Giuseppe Serra, politico italiano (n. 1934)
- 2009 - Diana Blefari Melazzi, terrorista italiana (n. 1969)
- 2009 - Irena Conti Di Mauro, giornalista, poetessa e scrittrice polacca (n. 1924)
- 2009 - Mustafa Mahmud, medico e filosofo egiziano (n. 1921)
- 2009 - Qian Xuesen, matematico, fisico e ingegnere cinese (n. 1911)
- 2009 - Francesco Spinelli, politico italiano (n. 1922)
- 2009 - Vittoria Valmaggia, artista italiana (n. 1944)
- 2010 - Vito Lattanzio, politico e medico italiano (n. 1926)
- 2010 - Maurice Lucas, cestista e allenatore di pallacanestro statunitense (n. 1952)
- 2010 - János Simon, cestista ungherese (n. 1929)
- 2010 - Ted Sorensen, avvocato e scrittore statunitense (n. 1928)
- 2010 - Pierre-Luc Séguillon, giornalista francese (n. 1940)
- 2010 - Algiso Toscani, calciatore, allenatore di calcio e partigiano italiano (n. 1920)
- 2011 - Flórián Albert, calciatore ungherese (n. 1941)
- 2011 - Alberto Anchart, attore argentino (n. 1931)
- 2011 - Liz Anderson, cantante statunitense (n. 1930)
- 2011 - Lino Cascioli, giornalista, scrittore e editore italiano (n. 1935)
- 2011 - Gilbert Cates, regista e produttore televisivo statunitense (n. 1934)
- 2011 - Stelvio Della Casa, calciatore italiano (n. 1928)
- 2011 - André Dochy, sollevatore francese (n. 1928)
- 2011 - Alfred Hilbe, politico liechtensteinese (n. 1928)
- 2011 - Roberto Lippi, pilota automobilistico italiano (n. 1926)
- 2011 - Efrem Milanese, calciatore italiano (n. 1923)
- 2011 - Giovanni Francesco Pozza, calciatore italiano (n. 1961)
- 2011 - Ali Saibou, militare e politico nigerino (n. 1940)
- 2011 - Aldo Spinelli, politico italiano (n. 1923)
- 2012 - Gae Aulenti, designer e architetta italiana (n. 1927)
- 2012 - Alain Diagne, cestista senegalese
- 2012 - John Fitch, pilota automobilistico e ingegnere statunitense (n. 1917)
- 2012 - Faustino Sainz Muñoz, arcivescovo cattolico spagnolo (n. 1937)
- 2012 - Konstantin Vyrupaev, lottatore sovietico (n. 1930)
- 2013 - Zoja Abramova, archeologa sovietica (n. 1925)
- 2013 - Toni Barpi, attore italiano (n. 1920)
- 2013 - Bruno Bertagna, arcivescovo cattolico italiano (n. 1935)
- 2013 - Gunnar Cyrèn, designer svedese (n. 1931)
- 2013 - Chris Chase, attrice, modella e scrittrice statunitense (n. 1924)
- 2013 - Trevor Kletz, chimico britannico (n. 1922)
- 2013 - Francisco Rivera, atleta portoricano (n. 1928)
- 2013 - Franco Sborgi, critico d'arte italiano (n. 1944)
- 2013 - Gérard de Villiers, scrittore e giornalista francese (n. 1929)
- 2014 - Michael Alsbury, astronauta statunitense (n. 1975)
- 2014 - Armando Cavazzuti, calciatore e allenatore di calcio italiano (n. 1929)
- 2014 - Käbi Laretei, pianista svedese (n. 1922)
- 2014 - Claudine Merlin, montatrice francese (n. 1929)
- 2014 - Oldair, calciatore brasiliano (n. 1939)
- 2014 - Bibbi Segerström, nuotatrice svedese (n. 1943)
- 2015 - Ants Antson, pattinatore di velocità su ghiaccio sovietico (n. 1938)
- 2015 - Thomas Blatt, scrittore polacco (n. 1927)
- 2015 - Sergio Donadoni, egittologo italiano (n. 1914)
- 2015 - Ivan Frgić, lottatore jugoslavo (n. 1953)
- 2015 - Gregg Palmer, attore statunitense (n. 1927)
- 2015 - Ryūzō Saki, scrittore giapponese (n. 1937)
- 2015 - Charles Herbert, attore statunitense (n. 1948)
- 2015 - Gus Savage, politico statunitense (n. 1925)
- 2015 - Hans Teuscher, attore, doppiatore e conduttore radiofonico tedesco (n. 1937)
- 2016 - Pablo Ansaldo, calciatore e allenatore di calcio ecuadoriano (n. 1935)
- 2016 - Antonio Bellino, politico italiano (n. 1925)
- 2016 - Remo Ceserani, critico letterario italiano (n. 1933)
- 2016 - Eric Christiansen, storico inglese (n. 1937)
- 2016 - Joe Coen, attore statunitense (n. 1947)
- 2016 - Renzo Fossati, imprenditore e dirigente sportivo italiano (n. 1931)
- 2016 - Silvio Gazzaniga, scultore e designer italiano (n. 1921)
- 2016 - Aage Larsen, canottiere danese (n. 1923)
- 2016 - Danilo Soligo, pittore e restauratore italiano (n. 1920)
- 2016 - Vladimir Zel'din, attore sovietico (n. 1915)
- 2017 - Mircea Drăgan, regista e sceneggiatore rumeno (n. 1932)
- 2017 - Rolly Goldring, cestista canadese (n. 1937)
- 2017 - Stefano Salvatori, calciatore e allenatore di calcio italiano (n. 1967)
- 2017 - Abubakari Yakubu, calciatore ghanese (n. 1981)
- 2018 - Enzo Apicella, fumettista, designer e pittore italiano (n. 1922)
- 2018 - Lesburn Brown, crickettista e calciatore giamaicano (n. 1949)
- 2018 - José Marcelo Januário de Araújo, calciatore brasiliano (n. 1972)
- 2018 - Tadeusz Kraus, calciatore e allenatore di calcio cecoslovacco (n. 1932)
- 2018 - Yammie Lam, attrice hongkonghese (n. 1963)
- 2018 - Willie McCovey, giocatore di baseball statunitense (n. 1938)
- 2018 - Jack Patera, giocatore di football americano e allenatore di football americano statunitense (n. 1933)
- 2018 - Teodoro Petkoff, politico, giornalista e guerrigliero venezuelano (n. 1932)
- 2018 - Ken Shellito, calciatore e allenatore di calcio britannico (n. 1940)
- 2018 - Mariasilvia Spolato, attivista italiana (n. 1935)
- 2019 - Ann Crumb, attrice e cantante statunitense (n. 1950)
- 2019 - Roger Paul Morin, vescovo cattolico statunitense (n. 1941)
- 2019 - Silvio Padoin, vescovo cattolico italiano (n. 1930)
- 2020 - Sean Connery, attore e produttore cinematografico scozzese (n. 1930)
- 2020 - Iba Der Thiam, storico e politico senegalese (n. 1937)
- 2020 - Mario Donen, attore italiano (n. 1935)
- 2020 - MF Doom, rapper e produttore discografico britannico (n. 1971)
- 2020 - Arturo Lona Reyes, vescovo cattolico messicano (n. 1925)
- 2020 - Marius Žaliūkas, calciatore lituano (n. 1983)
- 2021 - Dorothy Manley, velocista britannica (n. 1927)
- 2021 - Catherine Tizard, politica e attivista neozelandese (n. 1931)
- 2021 - Włodzimierz Trams, cestista polacco (n. 1944)
- 2022 - Hans Ulrich Baumberger, dirigente d'azienda e politico svizzero (n. 1932)
- 2022 - Jeremy Mansfield, conduttore radiofonico, conduttore televisivo e doppiatore sudafricano (n. 1963)
- 2022 - Marvin March, scenografo statunitense (n. 1930)
- 2022 - Andrew Prine, attore statunitense (n. 1936)
- 2022 - Keith Taylor, politico e imprenditore britannico (n. 1953)
- 2023 - Lea Ackermann, attivista tedesca (n. 1937)
- 2023 - Tyler Christopher, attore statunitense (n. 1972)
- 2023 - José Dolgetta, calciatore e allenatore di calcio venezuelano (n. 1970)
- 2023 - Ernesto Ferrero, critico letterario, curatore editoriale e scrittore italiano (n. 1938)
- 2023 - Ken Mattingly, astronauta statunitense (n. 1936)
- 2023 - Oleg Protopopov, pattinatore artistico su ghiaccio sovietico (n. 1932)
- 2023 - Mel Sembler, politico, diplomatico e imprenditore statunitense (n. 1930)
- 2023 - Annamaria Tonini, cestista italiana (n. 1931)
- 2023 - Elmar Wepper, attore e doppiatore tedesco (n. 1944)
- 2023 - Kōichi Yamamoto, politico giapponese (n. 1947)
- 2024 - Nesbitt Blaisdell, attore statunitense (n. 1928)
- 2024 - Trevor Whymark, calciatore inglese (n. 1950)